# Бочарников, Георгий Алексеевич
Георгий Алексеевич Бочарников (1920—2012) — старшина Рабоче-крестьянской Красной Армии, участник Великой Отечественной войны, Герой Советского Союза (1946).

## Биография
Георгий Бочарников родился 17 мая 1920 года в станице Новорождественская (ныне — Тихорецкий район Краснодарского края) в семье крестьянина. Рано остался без родителей, воспитывался в детском доме, окончил семь классов школы, работал механиком в Ейском зерносовхозе, комбайнёром в колхозе. В 1940 году был призван на службу в Рабоче-крестьянскую Красную Армию, был водителем 269-го корпусного артиллерийского полка, дислоцировавшегося у границы с Румынией. С начала Великой Отечественной войны — на её фронтах. Принимал участие в оборонительных боях, отступлении до Северного Кавказа. В 1942 году был ранен, после лечения вернулся в строй. Участвовал в битве за Кавказ, освобождении Украины, форсировании Днестра, освобождении стран Европы. В 1944 году вступил в ВКП(б). К апрелю 1945 года старшина Георгий Бочарников командовал орудием 7-й пушечной артиллерийской батареи 823-го артиллерийского полка 301-й стрелковой дивизии 9-го стрелкового корпуса 5-й ударной армии 1-го Белорусского фронта. Отличился во время штурма Берлина.
В ночь с 23 на 24 апреля 1945 года, когда по только что наведённому мосту и на паромах шло форсирование реки Шпрее 230-й стрелковой дивизией в районе Трептов-парка, переправа была атакована немецкими танковыми силами. Бочарников принял на себя командование батареей после тяжёлого ранения командира несмотря на то, что сам был ранен в голову. Несмотря на огонь противника, Бочарников сумел организовать переправу через Шпрее и в бою за плацдарм отразить батарейным огнём 8 контратак противника. 27 апреля — 2 мая 1945 года расчёт Бочарникова оказывал поддержку штурмовой группе, двигавшейся к рейхстагу. Во время одного из последних боёв Бочарников первым выкатил своё орудие на Вильгельмштрассе и произвёл выстрел по парадным дверям рейхсканцелярии.
После окончания войны вернулся на родину.
Указом Президиума Верховного Совета СССР от 15 мая 1946 года за «образцовое выполнение боевых заданий командования на фронте борьбы с немецко-фашистскими захватчиками и проявленные при этом мужество и героизм» старшина Георгий Бочарников был удостоен высокого звания Героя Советского Союза с вручением ордена Ленина и медали «Золотая Звезда» за номером 9051.
С 1949 года проживал в городе Тихорецке Краснодарского края. До середины 1970-х годов работал в строительных организациях, затем до выхода на пенсию работал на Северо-Кавказской железной дороге, был членом Тихорецкого горкома КПСС.
Скончался 12 января 2012 года.

## Награды
Был также награждён орденами Красного Знамени, Отечественной войны 1-й и 2-й степеней, Красной Звезды, «Знак Почёта», а также рядом медалей.